# Melampsora pulcherrima
Melampsora pulcherrima Maire – gatunek grzybów z rzędu rdzowców (Pucciniales). Jest jednym z kilku gatunków rodzaju Melampsora wywołujących rdzę topoli. Występuje na gatunkach z sekcji Populus (topola biała i topola osika).

## Systematyka i nazewnictwo
Pozycja w klasyfikacji według Index Fungorum: Melampsora, Melampsoraceae, Pucciniales, Incertae sedis, Pucciniomycetes, Pucciniomycotina, Basidiomycota, Fungi.
Po raz pierwszy opisany został przez R. Ch. Mairego na liściach szczyru rocznego (Mercurialis annua w Algierii.
Synonim: Caeoma pulcherrimum Bubák 1903.
W literaturze naukowej M. pulcherrima często wraz z trzema innymi gatunkami (Melampsora pinitorqua, Melampsora magnusiana i Melampsora laricis-tremulae)  traktowany był jako synonim Melampsora populnea. Aktualnie, w wyniku nowszych badań metodami biologii molekularnej, opartych o wielogenową analizę, traktowane są one jako odrębne gatunki.

## Rozwój
Pasożyt obligatoryjny. Jest też pasożytem dwudomowym, czyli takim, który dla pełnego cyklu rozwojowego potrzebuje dwóch gatunków roślin żywicielskich: część rozwoju odbywa na niektórych gatunkach topoli (Populus), a część na  roślinie zielnej o nazwie szczyr roczny.
Zimuje w postaci grzybni i teliospor na opadłych liściach topoli. Wiosną teliospory kiełkują tworzą podstawki. Na podstawkach wytwarzane są drogą płciową haploidalne bazydiospory dokonujące infekcji na liściach szczyru rocznego. Rozwijają się na nich spermogonia i  ecja wytwarzające ecjospory. Rozsiewane przez wiatr ecjospory infekują topole, na których rozwijają się stadia uredinialne i telialne. Przy sprzyjającej pogodzie w czasie sezonu wegetacyjnego powstaje kilka pokoleń urediniospor rozprzestrzeniających chorobę wśród topoli.